# تنمية تكتلات
تنمية التكتلات أو التنمية العنقودية (بالإنجليزية: Cluster development)‏، هو نمط التنمية حيث يتم تجميع المنشآت الصناعية والتجارية، والمنازل معاً على قطع من الأرض من أجل ترك مساحات دون بنايات. وكثيراً ما يستخدم هذا النوع من التنمية في المناطق التي تحتاج إلى بقع أرضية كبيرة، وعادةً ما ينطوي ذلك على نقل للكثافة. تسمح مراسيم تقسيم المناطق بتنمية تكتلات من خلال السماح ببقع أصغر عندما يتم ترك جزء من الأرض كمساحة مفتوحة.